# Deutsche Bank
Ne doit pas être confondu avec Deutsche Bundesbank.

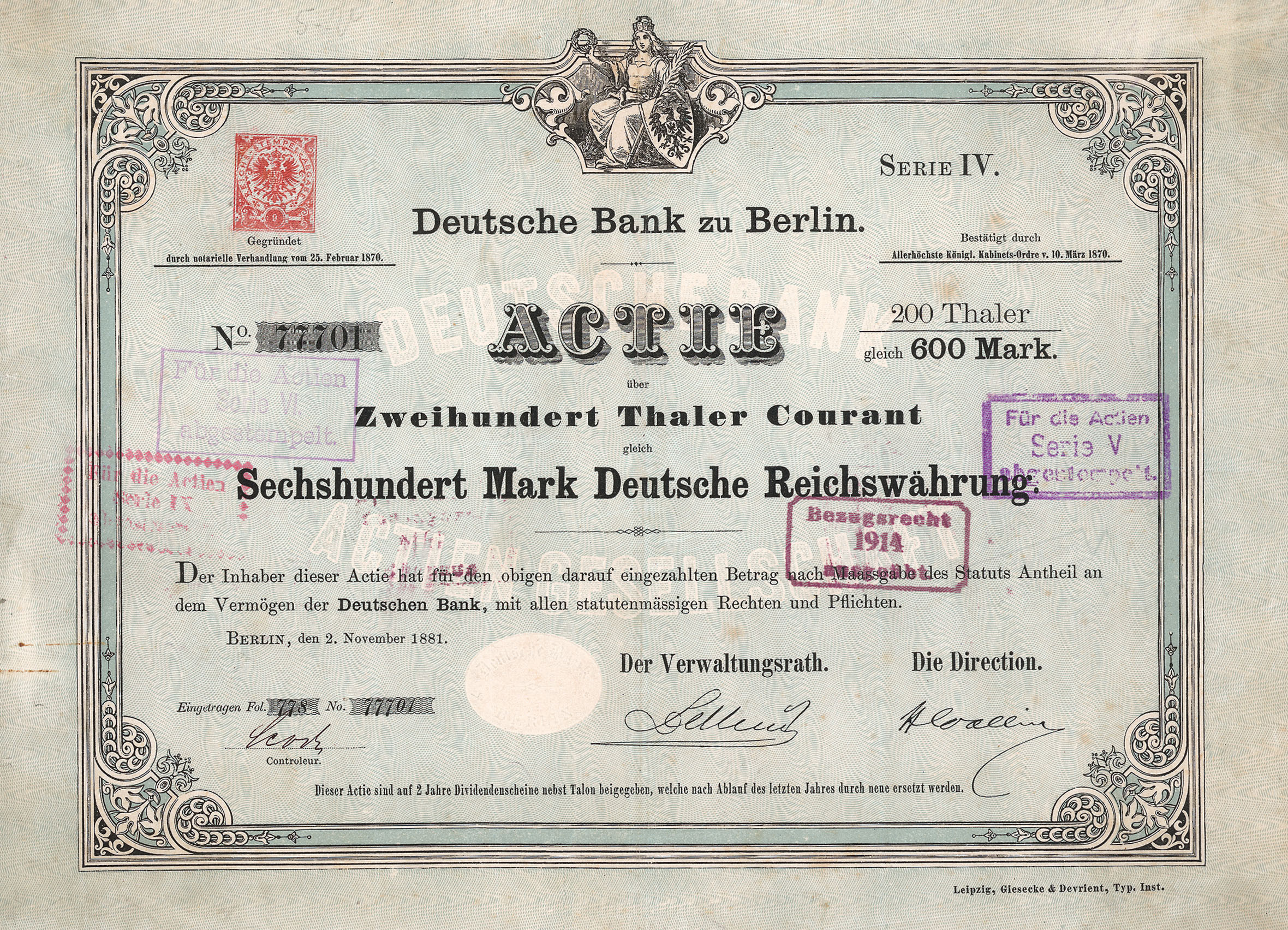
Action de la Deutsche Bank en date du 2 novembre 1881.

Deutsche Bank (en allemand : [ˈdɔʏ̯t͡ʃə baŋk]) est la plus importante banque allemande. Elle est fondée en 1870 et basée aujourd'hui à Francfort-sur-le-Main. Elle est 8e en Europe par sa capitalisation en 2011. Banque universelle, ses filiales sont présentes dans plus de 75 pays, les plus importantes étant à Londres, New York et Singapour. 
Contrairement à ce que son nom pourrait laisser penser, il s'agit d'une banque privée ; la banque centrale allemande est la « Banque fédérale d'Allemagne ».

## Histoire

### Création et expansion géographique
La banque a été fondée en 1870 à Berlin pour assister les entreprises allemandes, notamment Siemens, dans leur expansion internationale. 

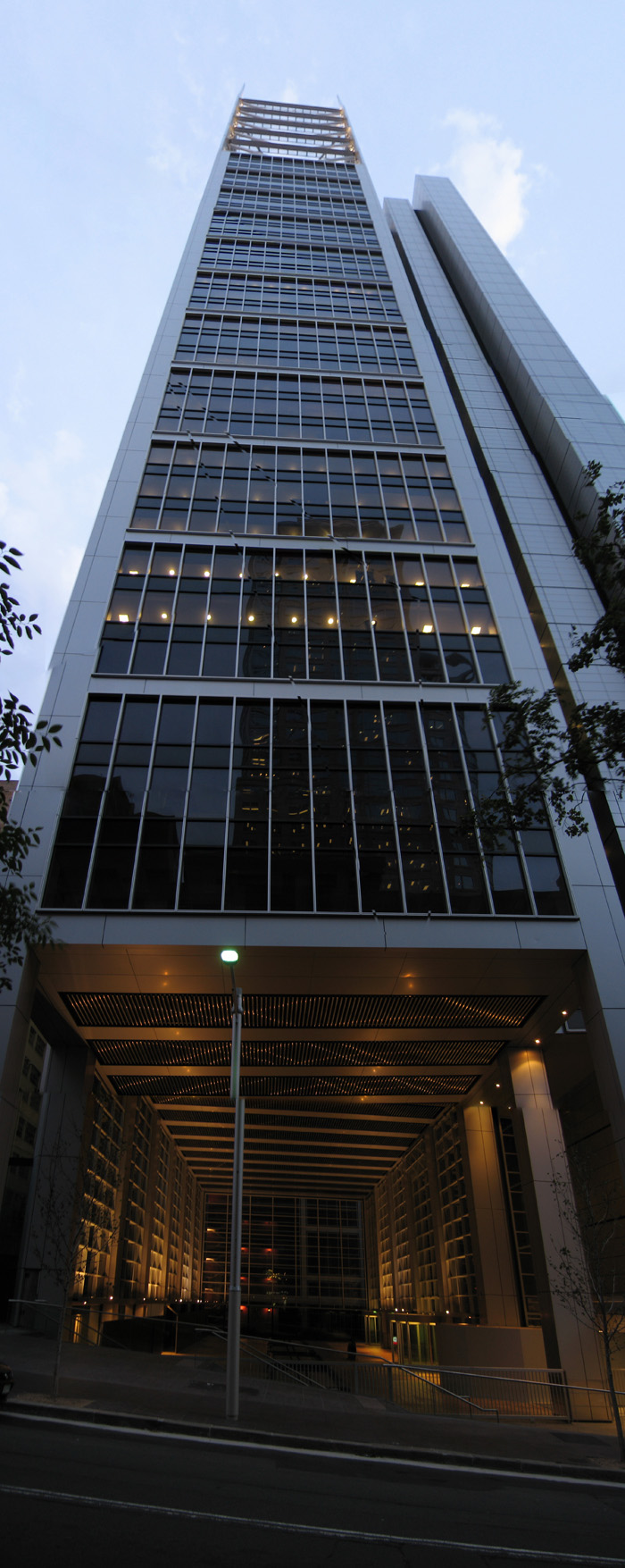
Deutsche Bank, Sydney.

### 1870–1919
Deutsche Bank a été fondée à Berlin en 1870 en tant que banque spécialisée dans le commerce extérieur. Le statut de la banque a été adopté le 22 janvier 1870, et le 10 mars 1870, le gouvernement lui a accordé une licence bancaire. La loi mettait l'accent sur les affaires étrangères : L'objet de la société est d'exercer des activités bancaires de toutes sortes, en particulier pour promouvoir et faciliter les relations commerciales entre l'Allemagne, d'autres pays européens et les marchés étrangers.
Trois des fondateurs étaient Georg Siemens, dont le cousin du père avait fondé Siemens et Halske, Adelbert Delbrück et L. Bamberger. Avant la création de la Deutsche Bank, les importateurs et exportateurs allemands dépendaient des institutions bancaires anglaises et françaises sur les marchés mondiaux - un handicap sérieux dans la mesure où l'allemand (lettre de change) était presque inconnu dans le commerce international, généralement peu apprécié et soumis à un taux d'escompte plus élevé que les lettres de change anglaises ou françaises.
Les premières succursales nationales de la banque, inaugurées en 1871 et 1872, ont été ouvertes à Brême. et Hambourg. Sa première incursion outre-mer a eu lieu peu de temps après à Shanghai (1872) et Londres (1873) L'ouverture d'une succursale à Londres, après un échec et une autre tentative partiellement réussie, était une nécessité primordiale pour l'établissement du crédit pour le commerce allemand dans ce qui était alors le centre monétaire mondial.
Au cours des premières années d'existence de la banque, les principaux projets comprenaient le Northern Pacific Railroad aux États-Unis et le Baghdad Railway (1888). En Allemagne, la banque a joué un rôle déterminant dans le financement des émissions obligataires de l'entreprise sidérurgique Krupp (1879) et a introduit l'entreprise chimique Bayer à la bourse de Berlin.
La seconde moitié des années 1890 marque le début d'une nouvelle période d'expansion de la Deutsche Bank. La banque a formé des alliances avec de grandes banques régionales, se donnant ainsi une entrée dans les principales régions industrielles allemandes. Les coentreprises étaient symptomatiques de la concentration alors en cours dans le secteur bancaire allemand. Pour la Deutsche Bank, les succursales nationales étaient encore rares à l'époque, la succursale de Francfort  datant de 1886 et la succursale de Munich de 1892, tandis que d'autres succursales ont été établies à Dresde et à Leipzig  in 1901.
En outre, la banque a rapidement perçu la valeur des institutions spécialisées dans la promotion des affaires étrangères. De douces pressions du ministère des Affaires étrangères ont joué un rôle dans la création de la Deutsche Ueberseeische Bank  in 1886 et la prise de participation dans la Deutsch-Asiatische Bank nouvellement créée  trois ans plus tard, mais le succès de ces entreprises a montré que leur existence avait un bon sens commercial.
Dès 1872, elle ouvre des filiales à Yokohama et Shanghai, au Royaume-Uni en 1873, aux États-Unis en 1880, en Russie en 1881, au Brésil en 1911, en Suisse en 1961, etc. Elle est présente dans plus de 75 pays. Son nom officiel est Deutsche Bank AG, il s'agit donc d'une « Banque allemande » opérant en tant que Aktiengesellschaft, d'où « AG ».
Elle s'est aussi développée par fusions et rachats sur le marché allemand, en particulier durant les années 1914-1929 et 1957, et à l'étranger à partir de 1989, en rachetant par exemple la filiale du Crédit lyonnais en Belgique, et dans la banque commerciale, en rachetant les banques anglaises Morgan Grenfell et américaines Bankers Trust.

### Histoire récente
Lourdement affectée par la crise des subprimes, elle parvient à l'automne 2008 à se faire rembourser douze milliards de dollars, que lui devait l'American International Group, à la suite du renflouement de ce dernier par la Réserve fédérale américaine. En décembre 2012, elle est accusée par d'anciens employés d'avoir dissimulé 12 milliards de dollars de pertes latentes pendant la crise financière. Elle nie ces accusations.
Fin 2010, elle finalise la prise de contrôle de la Deutsche Postbank, constituant un groupe comptant au total 24 millions de clients privés ou d'affaires allemands, et devenant de ce fait la plus grosse banque de détail d'Allemagne.
En 2014, Deutsche Bank se désengage très fortement de ses activités de trading de matières premières en cédant et en fermant un grand nombre de ses filiales dans le domaine, à la suite de l'augmentation de la régulation dans le secteur. En septembre 2014, Citigroup annonce l'acquisition des activités de commerce de métaux de Deutsche Bank pour un montant inconnu, après avoir fait de même en juillet sur les activités de commerces d'électricité aux États-Unis de Deutsche Bank.
En mai 2014, Deutsche Bank annonce une augmentation de capital de 8 milliards d'euros. En avril 2015, elle accepte de plaider coupable et de payer une amende 2,2 milliards de dollars à l'autorité américaine dans le cadre de l'affaire de manipulation du cours du Libor. Les deux dirigeants de la banque, Jürgen Fitschen et Anshu Jain, démissionnent du fait des scandales à répétition (en particulier celui du Libor).
En septembre 2015, Deutsche Bank annonce son intention de fermer des activités en Russie, comprenant notamment ses activités de banques d'investissements, qui doivent être rapatriées dans d'autres centres financiers, mais gardant sur place notamment son activité de banque privée. En octobre de la même année, elle annonce une perte de 6,2 milliards de dollars au troisième trimestre 2015, pertes liées à une charge de 5,8 milliards de dollars pour renforcer son capital, à la future cession de la PostBank et à des litiges juridiques. Le même mois, Deutsche Bank annonce la suppression de 9 000 postes, dans un plan de restructuration visant à économiser 3,8 milliards d'euros. 
En septembre 2016, les autorités américaines annoncent vouloir infliger à Deutsche Bank une amende de 14 milliards de dollars pour sa responsabilité dans la formation de la crise des subprimes, provoquant un effondrement du titre. En décembre 2016, Deutsche Bank signe un accord avec le ministère de la justice américain pour payer une amende de 7,2 milliards de dollars, au lieu des 14 milliards annoncés.
Toujours en septembre 2016, Deutsche Bank annonce la vente de ses activités dans l'assurance au Royaume-Uni, via sa filiale Abbey Life, pour 1,1 milliard d'euros à Phoenix Group. En novembre 2016, Deutsche Bank annonce la vente de sa participation de 20 % dans Hua Xia Bank, une banque chinoise, pour 3,37 milliards de dollars. Les bonus d'un quart des employés pour 2016 sont réduits de 80 %.
Deutsche Bank est condamnée en janvier 2017 à près de 630 millions de dollars d'amende par les autorités américaine et britannique pour blanchiment d’argent.
En mai 2018, Deutsche Bank annonce la suppression de 7 000 emplois dans ses activités de banque d'investissement, dans le but de réduire ses coûts.
En novembre 2018, le siège du groupe fait l'objet d'une perquisition. La banque est soupçonnée d’« avoir aidé des clients à créer des sociétés dans des paradis fiscaux » pour « blanchir de l’argent issu d’infractions pénales ».
La banque annonce en juillet 2019 son intention de supprimer 18 000 emplois d’ici 2022, soit un cinquième de ses effectifs. Elle avait déjà supprimé 6 000 emplois en 2018. Son dirigeant Christian Sewing a entrepris un recentrage du groupe bancaire blessé vers les activités plus stables. Jadis pourvoyeur de confortables bénéfices, le secteur de la banque d'investissement subit une très sévère cure d'amaigrissement. Son patron et six autres cadres supérieurs perçoivent 52 millions d’euros d’indemnités de départ.
En septembre 2020, Deutsche Bank annonce la suppression de 20 % de ses agences en Allemagne, soit entre 500 et 400 agences. En novembre 2020, Deutsche Bank annonce la vente de sa filiale informatique Postbank Systems , regroupant 1 500 employés, à Tata Consultancy Services pour un montant d'un euro symbolique, Deutsche Bank prenant à sa charge certains coûts de transformation pour 120 millions d'euros,.
En 2021 la banque est confrontée à une plainte de la part de proches de soldats morts en Afghanistan qui l'accusent d'avoir indirectement financé Al Qaïda et les talibans.
En avril 2023, Deutsche Bank annonce l'acquisition pour 463 millions d'euros de Numis, une banque d'affaires britannique.

## Filiales

### Deutsche Bank en France
Ouverture d’un bureau de représentation à Paris en 1970, transformé en succursale de Deutsche Bank en 1977. Elle obtient le statut de spécialiste en valeurs du Trésor en 1992, en même temps que se développent les activités de banque d'investissement à Paris. Deutsche Equities, filiale de courtage actions de Deutsche Bank en France, démarre ses activités en 1994. Elle est absorbée par Deutsche Bank fin 2001.
Elle est présente en France sur les activités de banque d'investissement et de financement, de gestion d'actifs et de gestion de fortune (Private Wealth Management). Elle est considérée comme l'un des acteurs majeurs de la place de Paris sur les marchés de taux, change et actions.
La Deutsche Bank en France est divisée en cinq services principaux :
- Markets : (Trading et ventes, emprunt d'État, dettes privées, devises, taux, action et dérivés...)
La division Markets propose une structure novatrice à double axe d’entrée : Client / Produit, permettant la création de synergies, l’utilisation au mieux des compétences des différents métiers et l’ouverture d’une porte unique à une vaste palette de services.
- Global Transaction Banking : (Financement des entreprises, émission des dettes privées, opérations de restructuration, transactions en immobilier commercial et industriel...)
La division Global Transaction Banking propose à ses clients une vaste gamme de produits et de services.
- Corporate Finance : (Conseil en fusions acquisitions, émissions de dettes et capitaux propres...)
La division Corporate Finance propose à ses clients une vaste gamme de produits et de services.
- Asset Management :
La division Asset Management regroupe les activités de gestion d’actifs du groupe Deutsche Bank. Elle est présente en France depuis plus de dix ans. Avec plus de 5000 collaborateurs à travers le monde et 560 milliards d’euros d’encours sous gestion, Deutsche Asset Management fait partie des leaders mondiaux.
- Private Wealth Management :
La division Private Wealth Management s'adresse depuis 2006 à des clients privés fortunés.

Source : (de)  (31.3.2009)
Source : (de)  (2008)

## Données financières
| Année                       | 2006   | 2007   | 2008    | 2009   | 2010    | 2019    |
| --------------------------- | ------ | ------ | ------- | ------ | ------- | ------- |
| Produit net bancaire        | 28 008 | 30 745 | 13 613  | 27 952 | 28 567  | 23 165  |
| Résultat net avant impôts   | 8 339  | 8 749  | (5 741) | 5 202  | 3 975   | (2 634) |
| Résultat net part du groupe | 6 079  | 6 510  | (3 896) | 4 958  | 2 330   | (5 390) |
| Effectif                    | 68 849 | 78 291 | 80 456  | 77 053 | 102 062 | 86 824  |

## Principaux actionnaires
Au 30 décembre 2019:
| Cerberus Capital Management              | 6,00 % |
| Hainan Traffic Administration Holding    | 4,82 % |
| Hamad bin Jassim bin Jabor Al-Thani      | 4,07 % |
| Hudson Executive Capital                 | 3,14 % |
| The Vanguard Group,                      | 2,91 % |
| Goldman Sachs International              | 1,62 % |
| BlackRock Asset Management Deutschland A | 1,61 % |
| BNP Paribas Asset Management France      | 1,43 % |
| Lyxor International Asset Management     | 1,27 % |
| Capital Research & Management WI         | 1,16 % |

## Affaires
En décembre 2010, la Deutsche Bank a accepté de verser une amende de 553,6 millions de dollars (423 millions d'euros) pour avoir aidé des clients à frauder le fisc américain. Les montages incriminés ont été investis entre 1996 et 2002. Selon les autorités américaines, ils ont permis à de riches contribuables de ne pas payer 5,9 milliards de dollars d'impôts sur le revenu.
En décembre 2012, le coprésident de la DB Jürgen Fitschen est vivement critiqué par les médias et la classe politique pour s'être plaint au ministre-président du Land de la Hesse, Volker Bouffier (CDU), des perquisitions, menées la semaine précédente dans la banque. Elles se sont déroulées dans le cadre d'une affaire de fraude fiscale liée au trafic sur les droits d'émissions de CO2 en Europe.
En mai 2017, la Deutsche Bank est condamnée par la réserve fédérale américaine à une amende de 41 millions de dollars pour ses lacunes dans la lutte contre le blanchiment d'argent.

## Communication
Son sigle, réalisé par Anton Stankowski, a été introduit en 1974. Il est composé du nom de l'établissement en bleu et en caractères « Univers » et d'un carré symbolisant la sécurité et le contrôle de l'environnement, à l'intérieur duquel se trouve une barre oblique qui marque la croissance continue et le développement dynamique.
Deutsche Bank et ses fondations sont sponsors de différents projets. Elle est partenaire de l'Orchestre philharmonique de Berlin et participe au projet Solar Impulse.
Dans les années 2000, Deutsche Bank a modernisé et rénové son siège social, les tours jumelles de Francfort. Après un début des travaux en juin 2008, elles ont rouvert leurs portes en février 2011 et sont des bâtiments éco-responsables[réf. nécessaire].

## Annexe